# Manuel de Moura Corte Real

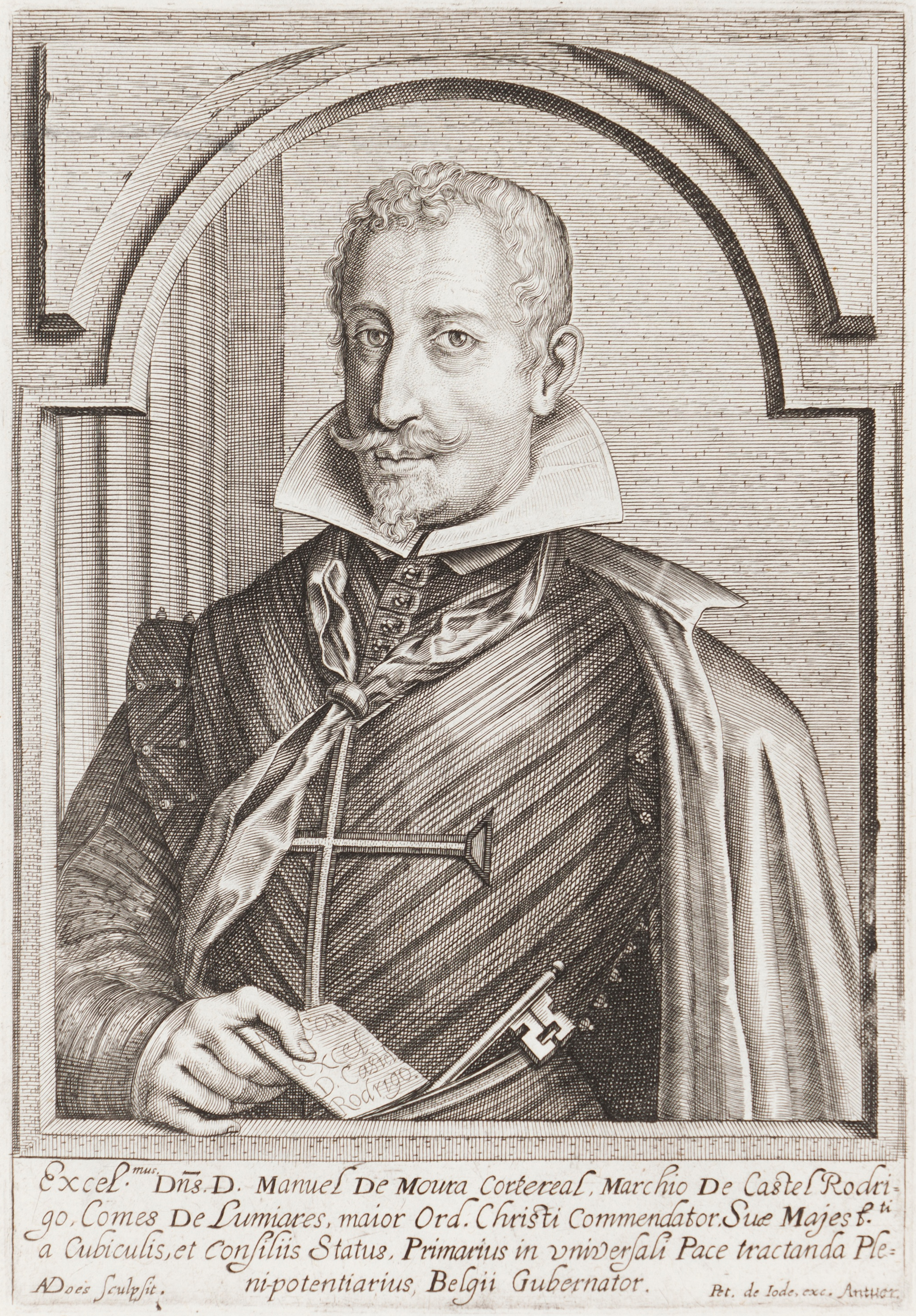
Retrato de D. Manuel de Moura Corte-Real.

Manuel de Moura Corte-Real (Madrid, 17 de agosto de 1590 — Madrid, 28 de janeiro de 1651), 1.º conde de Lumiares e depois 2.º marquês de Castelo Rodrigo, foi um aristocrata que ao serviço de Filipe IV de Espanha desempenhou importantes funções diplomáticas e governamentais. Foi embaixador junto da Santa Sé e na corte imperial de Viena, governador dos Países Baixos Espanhóis (1644-1647) e plenipotenciário à Paz de Münster concluída no ano de 1648. Distinguiu-se, ainda, como genealogista.

## Biografia
Nasceu em Madrid, filho de D. Cristóvão de Moura, o 1.º marquês de Castelo Rodrigo, e de sua esposa, D. Margarida Corte Real, membro da rica família Corte Real e herdeira das capitanias de Angra e de São Jorge. Foi o 1.º conde de Lumiares, título criado por carta régia de 2 de novembro de 1607 para agraciar o primogénito dos marqueses de Castelo Rodrigo. Pelo falecimento de seu pai em 1613, foi o 2.º marquês de Castelo Rodrigo.
Educado em Madrid, em cuja corte seu pai exercia altas funções palatinas, foi preparado para seguir o percurso típico da alta aristocracia cortesã, com funções essencialmente voltadas para o serviço pessoal do rei e para o exercício de altos cargos políticos. Com a morte de Filipe II de Espanha em 13 de setembro de 1598, de quem seu pai fora um dos mais próximos servidores, os condes de Castelo Rodrigo perderam parte da sua influência palaciana, sendo nos anos imediatos a família de D. Cristóvão de Moura enviado para Lisboa, onde exerceu dois mandatos trienais como vice-rei de Portugal.
Ainda em vida do seu pai, no mês de novembro de 1613, Manuel de Moura Corte Real casou com D. Leonor de Melo, filha de D. Nuno Álvares Pereira de Melo, 3.º conde de Tentúgal e marquês de Ferreira, e de D. Mariana de Castro Osório Moscoso. Ficou assim aparentado com os condes de Tentúgal e depois marqueses de Cadaval, alargando substancialmente a rede de ligações familiares iniciada nas gerações anteriores por seus pais.
Em Lisboa a família possuía uma grande palácio situado ao Corpo Santo, na margem do Tejo, que rivalizava em magnificência com o paço real. Falecida a mãe em 1610 e o pai em 1613, Manuel de Moura Corte-Real herdou a imensa riqueza da família, incluindo os seus diversos senhorios e capitanias, e a grande rede de influência que seu pai construíra em Portugal e Espanha. Por herança de seu pai foi senhor da vila do Lamegal, do concelho de Cabeceiras de Basto, e das honras de Paços de Ferreira e Baltar, capitão-do-donatário nas capitania de Angra e Praia, na ilha Terceira, da ilha de São Jorge e das ilhas do Faial e do Pico. Foi comendador-mor da Ordem de Alcântara e comendador-mor da Ordem de Cristo. Como Grande de Espanha, exerceu diversos cargos palatinos, entre os quais os gentil-homem da câmara de Filipe IV de Espanha e seu mordomo-mor, vedor da Fazenda de Portugal e membro do Conselho de Portugal. Usava o título de «Dom Emmanuel de Moura e Côrte-Real, marquês de Castelo Rodrigo, conde de Lumiares (en Portugal), senhor das capitanías de Angra e São Jorge, comendador mayor de la Orden de Alcántara, comendador mayor de la Orden de los Cabaleros de Nuestro Señor Jesu Cristo, gentilhombre de cámara del Rey y Mayordomo mayor del rey Felipe IV».
Após o falecimento do pai, Manuel de Moura Corte-Real fixou-se em Madrid, onde em 1615 foi nomeado gentil-homem da câmara do príncipe Filipe de Áustria, o príncipe herdeiro e futuro Filipe IV de Espanha. Entretanto, a partir de 1616 começou a transferir toda a sua fazenda para Madrid, depois de vários anos de estadia permanente em Lisboa, optando claramente por fazer da capital da monarquia hispânica a sua residência principal.
Em 1619 envolveu-se profundamente na preparação e na condução da visita do rei Filipe III de Espanha a Lisboa, a única que faria no seu reinado. Esta jornada real a Lisboa foi uma importante oportunidade para os Castelo Rodrigo demonstrarem o seu poder de influência em Lisboa e a sua opulência, pois até a Câmara de Lisboa recorreu ao marquês para a preparação e financiamento das festas. Uma rima elaborada para uma das festas então realizadas mostra o peso dos Castelo Rodrigo: «O Conde de Lumiares. Não me deu meu pay amigos/ mas deume muitos milhões/ com que ganhar corações». Simbolicamente, foi durante a visita a Lisboa que Filipe III de Espanha confirmou Manuel de Moura Corte-Real na perpetuidade dos títulos de que gozara o seu pai.
Bem situado na corte de Madrid como gentil-homem da câmara do príncipe, de cujo favor parecia gozar e cuja confiança conquistara, a sua posição ameaçava as aspirações do conde-duque de Olivares, seu antigo aliado na desagregação do valimento de Francisco Gómez de Sandoval y Rojas, o duque de Lerma. Quando, a 31 de março de 1621, Filipe IV de Espanha subiu ao trono, manteve-se ao seu serviço como gentil-homem da câmara real. Logo a 15 de julho de 1621, escassos três meses após ter chegado ao trono, Filipe IV concedia a Manuel de Moura Corte-Real a Grandeza de Espanha, abrindo potencialmente caminho a um maior valimento. Nesse mesmo ano foi feito membro do Conselho de Portugal.
A subida ao trono de Filipe IV desencadeou um conjunto de complexas rivalidades na reorganização da casa real, das quais saiu vencedor Gaspar de Guzmán y Pimentel Ribera y Velasco de Tovar, o conde-duque de Olivares, que ainda inseguro na sua posição de valido do novo monarca, tratou de afastar os potenciais rivais, entre os quais Manuel de Moura Corte-Real, considerado anti-olivarista. Considerando Manuel de Moura Corte-Real um perigoso intriguista, Olivares receava a sua presença, pelo que não o queria perto de si, e muito menos do rei e dos seus irmãos. Em consequência, apesar da sua vasta e poderosa rede clientelar, Manuel de Moura Corte-Real não conseguiu manter na corte a posição de privilégio que tivera seu pai. Marca desse declínio de influência foi a perda da comenda-mor da Ordem de Alcântara, que herdara de seu pai, entregue a Olivares por carta régia de 23 de agosto de 1624, recebendo Manuel de Moura Corte-Real, em troca, a comenda-mor da Ordem de Cristo, de inferior quantia e qualidade.
Considerado pelos seus detratores como dado a acreditar no juízo de «matemáticos y astrólogos y de supersticiosos», entre eles o cosmógrafo português João Baptista Lavanha, junto de quem procurava adivinhar o seu futuro, Manuel de Moura Corte-Real era considerado um perigoso adversário de Olivares. Apesar da oposição deste, após o falecimento de Baltasar de Zúñiga y Velasco, ocorrido em outubro de 1622, conseguiu melhorar a sua posição na corte ao conquistar a confiança do infante D. Carlos, irmão do rei e seu presuntivo sucessor em caso de falecimento deste, já que ao tempo Filipe IV não tinha filhos vivos e no decurso de 1627 sofrera uma grave doença, que fizera perigar a sua vida. Esta relação de Manuel de Moura Corte-Real com o infante D. Carlos era factor de instabilidade para o valimento de Olivares, pelo que este conseguiu uma nomeação para Lisboa, permitindo assim afastá-lo da corte madrilena.
Com efeito, Manuel de Moura Corte-Real partiu a 27 de maio de 1629 para Lisboa, onde estava incumbido de negociar com o reino de Portugal os meios necessários para aprestar duas armadas, uma destinada a socorrer Pernambuco, que fora já atacado em anos anteriores e que estava novamente ameaçado pelos neerlandeses, e proteger a navegação portuguesa para o Brasil, outra a socorrer a Índia e região circundante, fortemente pressionada por ingleses e neerlandeses. Permaneceu em Lisboa até meados de 1630, regressando então a Madrid.
Ao chegar a Madrid foi apontado por Olivares para regressar a Lisboa como vice-rei de Portugal, mas escusou-se. Como a sua presença em Madrid continuasse a ser inaceitável para o todo poderoso conde-duque de Olivares, em 1632 foi nomeado para uma embaixada extraordinária em Roma como representante de Filipe IV junto do papa Urbano VIII, dando início a uma ausência de Madrid que duraria 16 anos, de 1632 a 1648.
Apesar de ter aceitado o cargo a contragosto, depois de instalado em Roma revelou-se um grande mecenas das artes, dotado de excelente gosto e de grande conhecimento do panorama artístico do seu tempo. Recorrendo à sua fortuna pessoal, financiou a construção do claustro do convento franciscano de Santo Isidoro al Monte Pincio, instituição que anteriores embaixadores espanhóis já tinham financiado, e teve intervenção de relevo na construção da Igreja de Santo António dos Portugueses. Entre os artistas que patrocinou destacam-se o arquitecto Francesco Borromini, que terá concebido os planos para a renovação da Quinta de Queluz e para a cripta que os marqueses de Castelo Rodrigo estavam a construir no Convento de São Bento (hoje o Palácio de São Bento), e o escultor François Duquesnoy, a quem encomendou oito obras em mármore destinados a integrar o panteão que estava a ser erigido na capela-mor do mosteiro de São Bento de Lisboa. Em resultado da Restauração de 1640, a capela ficou inacabada e o destino das esculturas de François Duquesnoy é incerto, pois em 1651 algumas ainda se encontravam embaladas no porto de Livorno. Francesco Borromini dedicou a Manuel de Moura Corte-Real a sua obra Opus Architectonicum.
Para além das suas funções diplomáticas, Manuel de Moura Corte-Real também agia como agente de Filipe IV na aquisição de obras de arte em Itália, especialmente de pintura. Deve-se à sua iniciativa a aquisição das pinturas de paisagem da autoria de Claude Lorrain e de Nicolas Poussin que decoravam o Palácio do Bom Retiro em Madrid.
Esta caminhada de sucesso em Roma chegou abruptamente ao fim quando no verão de 1634, em resultado de um processo que se insere na rivalidade com o conde-duque de Olivares, foi acusado de deslealdade para com o rei e de sodomia, o que teve graves consequências na sua carreira política. A acusação partiu do poeta Manuel de Faria e Sousa, o seu secretário na embaixada de Roma, que havia sido despedido por desentendimentos vários, e que para acusar e testemunhar se deslocou com a esposa e filho até Madrid. O processo decorreu em Madrid, tendo como figuras centrais Manuel de Faria e Sousa e Damián Martínez, também um ex-criado do marquês, em absoluto segredo e inicialmente sem conhecimento do visado, que só nos primeiros meses de 1635 soube das acusações. Filipe IV considerou muito graves as acusações, especialmente a infamante acusação de sodomia, pelo que resolveu proibir a revelação pública do assunto, decidindo-se pela emissão de uma cédula de perdão condicionada à dispersão dos membros da casa do marquês de Castelo Rodrigo considerados suspeitos de homossexualidade e à imposição de um prolongado exílio a Manuel de Moura Corte-Real, solução que bem servia Olivares.
Permaneceu como embaixador em Roma, mas o rei determinou que repartisse responsabilidades com o conselheiro Juan Chumacero Carrillo y Sotomayor e com Domingo Pimentel de Zúñiga, o bispo de Córdoba, que também tinham como missão mantê-lo sob permanente vigilância, reportando sempre que nada lhe havia a apontar. Outro informador do rei era o cardeal Gil de Albornoz, que também abonou em favor do bom serviço do embaixador. Interessado por genealogia, em 1640 patrocinou a edição em Roma, corrigida e ordenada por João Baptista Lavanha, do Nobiliario del conde de Barcelos, obra que há muito circulava em cópias manuscritas.
Após a revolução de 1 de dezembro de 1640, que levou à restauração da independência portuguesa, a situação de Manuel de Moura Corte-Real em Roma ficou difícil, já que Olivares não confiava na sua fidelidade e porque devido à sua origem portuguesa seria impolítico manter tal embaixador junto do papa. Assim, apesar de ter permanecido inabalavelmente leal à coroa dos Habsburgos espanhóis, mesmo sofrendo extensas perdas de bens familiares em Portugal, sendo ali privado de todo os seus senhorios, propriedades e rendas, em 1641 foi decidido dar por findas as suas funções de embaixador junto da Santa Sé. Em consequência, e sem esquecer o exílio longe de Madrid que lhe estava secretamente imposto, em 1641 foi nomeado embaixador extraordinário à Dieta de Regensbug. Entretanto, nesse ano de 1641 faleceu em Nápoles a sua esposa, D. Leonor de Melo.
Sem poder regressar a Madrid, onde os negócios da sua casa estavam em dificuldades devido ao arresto dos bens situados em Portugal, aceitou a missão a contragosto, fixando-se em Viena, onde passou a representar Filipe IV junto do imperador Fernando III do Sacro Império Romano-Germânico e arquiduque da Áustria, posto que manteve até maio de 1644. Terminada a sua missão, de Viena escreveu ao rei a suplicar que lhe desse licença para acudir com os seus a Madrid e colocar-se ao seu serviço, mas nem as difíceis condições pessoais do marquês, cuja família se dividira nas lealdades a Portugal e a Espanha e que vira dois dos seus parentes, D. Luís de Noronha, marquês de Vila Real, e D. Miguel de Noronha, duque de Caminha, sogro e marido de sua filha Margarida Francisca, degolados em Lisboa por alta-traição, demoveram o rei na aplicação da pena de exílio.
Em vez de ser autorizado a regressar a Madrid, em 1644 foi enviado para Bruxelas onde substituiu D. Francisco de Melo, conde de Assumar, no cargo de lugar-tenente general e governador dos Países Baixos Espanhóis, passando a ser a segunda figura na governança daqueles estados, sob o comando do jovem infante Juan José de Áustria, a quem o rei pretendia confiar o governo. Quando a ideia de nomear o infante para aquele posto foi abandonada, Manuel de Moura Corte-Real permaneceu em Bruxelas como governador geral interino até à chegada do arquiduque Leopoldo Guilherme de Habsburgo em 1647. Durante o seu mandato empenhou-se pela paz entre a República das Sete Províncias Unidas dos Países Baixos e a Espanha, tendo assumido papel fundamental como enviado plenipotenciário nas negociações preliminares que conduziram à Paz de Münster, concluída no ano de 1648. Apesar disso, durante o seu mandato como governador dos Países Baixos Espanhóis passaram para o domínio de França as praças de Béthune, Saint-Venant, Armentières e Dunkerque. O seu filho, Francisco de Moura Corte-Real também seria, anos mais tarde, governador dos Países Baixos Espanhóis.
Durante a sua estadia nos Países Baixos Espanhóis, Manuel de Moura Corte Real voltou ao mecenato que o tornara célebre em Roma e em 1645 patrocinou a edição do mapa lunar de Michael Florent van Langren. Entre a nomenclatura dos acidentes topográficos observáveis inclui um mare, o Mare de Moura e uma cratera Moura (hoje Mare Crisium e cratera Cleomedes), uma homenagem ao seu patrono.
Mostrando uma nova abertura do rei em relação a Manuel de Moura Corte-Real, em 14 de Agosto de 1646 foram-lhe concedidos por uma vida os ducados napolitanos de Trani e Matera. Em setembro desse mesmo ano, talvez já adivinhando o regresso do pai a Madrid, o seu filho D. Francisco de Moura Corte-Real, o conde de Lumiares, que em 1645 havia sido nomeado gentil-homem da câmara do rei, adquiriu em Madrid, por 14 000 ducados a quinta de la Florida, uma esplendorosa villa suburbana.
Finalmente autorizado a regressar a Espanha, D. Manuel de Moura Corte-Real fixou-se definitivamente em Madrid a partir de 14 de janeiro de 1648, residindo em la Florida até à sua morte. Em 1649 o rei escolheu-o para chefe da sua casa como mordomo-mor do palácio real, cargo de grande importância, pois consistia em coordenar todo o protocolo e dia-a-dia da família real. Contudo, apesar de ser mayordomo mayor, um cargo que o colocava permanentemente junto do rei, a maior influência na corte continuou a ser exercida pelo todo-poderoso sumiller de corps, o seu antigo rival Gaspar de Guzmán, o conde-duque de Olivares.
Entretanto em Portugal, os bens que em 1641 haviam sido objecto de confisco por parte da Coroa Portuguesa em consequência de Manuel de Moura Corte Real, apesar de estar em Roma, ter optado por ficar do lado da Casa de Áustria quando ocorreu a Restauração, foram, por carta régia de 8 de agosto de 1651, entregues à administração de seu primo D. Luís de Portugal, 6.º conde de Vimioso, filho primogénito de D. Maria de Mendoza, a irmã mais nova de D. Margarida Corte-Real. Aquela concessão excluía, para além de juros e tenças, a quinta de Queluz, o palácio do Corpo Santo (que seria depois residência do príncipe regente) e a capela no Convento de São Bento, bens que permaneciam na administração direta da Coroa. Em 1652, uma vez que em 1652 o marquês foi considerado oficialmente «rebelde», os bens dos Castelo Rodrigo em Portugal foram considerados definitivamente perdidos para a Coroa. Entre as perdas mais significativas estavam as capitanias dos Açores e a quinta de Queluz, património simbólico dos Corte Real. A quinta de Queluz permaneceu na posse da Coroa, dando origem ao actual Palácio de Queluz.
Quanto aos Açores, Manuel de Moura Corte-Real foi o 7.º capitão de Angra, 7.º da Praia e 6.º da ilha de São Jorge, por ter sucedido a seu pai nessas capitanias, sucessão que foi confirmada por carta de 13 de abril de 1615. Por carta de doação de 16 de dezembro de 1614 foi nomeado capitão do donatário na capitania do Faial e Pico, que anteriormente haviam pertencido a seu primo Jerónimo de Utra Corte Real, numa clara concentração promovida pelos Áustrias das capitanias açorianas. Em 1642 todas estas capitanias foram dadas por vagas e incorporadas na Coroa.
As capitanias açorianas após terem permanecido incorporadas nos bens próprios da Coroa entre 1641 e 1642, foram neste último ano concedidas a D. Afonso de Portugal, 5.º conde de Vimioso e 1.º marquês de Aguiar, que as teve até falecer em 4 de agosto de 1649. As capitanias açorianas foram entregues ao 5.º conde de Vimioso por ser casado com D. Maria de Mendoza, filha dos primeiros Marqueses de Castelo Rodrigo, D. Cristóvão de Moura e D. Margarida Corte-Real, herdeira das referidas capitanias. Como os marqueses de Castelo Rodrigo permaneceram em Espanha, os condes de Vimioso, que passaram a representar tal família. Com o falecimento do 5.º conde de Vimioso, as capitanias passaram para seu filho primogénito, D. Luís de Portugal, em cuja posse foram confirmadas pela carta régia de 8 de agosto de 1651 que o nomeia administrador dos bens dos marqueses de Castelo Rodrigo em Portugal.
Manuel de Moura Corte-Real faleceu na sua quinta de la Florida, arredores de Madrid, e 28 de janeiro de 1651, sendo sucedido nos títulos em Espanha e Itália por seu filho D. Francisco de Moura Corte-Real. Apesar das capitanias açorianas terem sido entregues ao ramo da família representada pelos condes de Vimioso, ainda assim Francisco de Moura Corte-Real e os seus descendentes intitulavam-se «Terrae Novae dominus, gubernator et capitaneus generalis hoereditarius Insularum Tercerarum, Sancti Georgy, Fayali et Pici [...]», ou seja «Senhores da Terra Nova, governador e capitão-general hereditário da ilha Terceira, de São Jorge, do Faial e do Pico [...]»

## Relações familiares
Foi filho de D. Cristóvão de Moura (1538 - 1613), 1.º marquês de Castelo Rodrigo, e de D. Margarida Corte Real (1547 - 1610). Casou com D. Leonor de Melo (1594 - 1641), filha de D. Nuno Álvares Pereira de Melo, 3.º conde de Tentúgal, e dama da infanta Ana Maurícia de Áustria, de quem teve:
1. Cristovão de Moura Corte-Real (1610 - falecido antes de 1620), 2.º conde de Lumiares.
2. Nuno de Moura Corte-Real (1615 - c. 1637), 3.º conde de Lumiares por carta de 28 de junho de 1820, faleceu muito jovem, sem descendência.
3. D. Francisco de Moura Corte-Real (Madrid, 13 de dezembro de 1621 - Madrid, 23 de novembro de 1675), 3.º marquês de Castelo Rodrigo, casado na Sicília com D. Ana María de Aragón y Moncada, filha do duque de Montalto e príncipe de Paternó, Grande de Espanha de 1.ª classe.
4. D. Margarida Francisca de Melo, casou com D. Miguel Luís de Meneses, 2.º duque de Caminha, que foi degolado em 1641 no Rossio por alta-traição por ter participado numa conspiração contra D. João IV de Portugal.
5. D. Mariana de Castro, dama da rainha D. Isabel de Bourbon.
6. D. Maria de Moura Corte-Real, que morreu solteira.
7. D. Luís de Moura, deão e cónego da Sé de Évora.